# Politik i Liaoning

Liaonings läge i Kina.

Den politiska makten i Liaoning utövas officiellt av provinsen Liaonings folkregering, som leds av den regionala folkkongressen och guvernören i provinsen. Dessutom finns det en regional politiskt rådgivande konferens, som motsvarar Kinesiska folkets politiskt rådgivande konferens och främst har ceremoniella funktioner. Provinsens guvernör sedan maj 2015 är Chen Qiufa.
I praktiken utövar dock den regionala avdelningen av Kinas kommunistiska parti den avgörande makten i Liaoning och partisekreteraren i regionen har högre rang i partihierarkin än guvernören. Sedan maj 2015 heter partisekreteraren Li Xi.
Före kommunisternas maktövertagande benämndes provinsen Fengtian och styrdes sedan Qingdynastins fall av lokala krigsherrar.

## Lista över Liaonings guvernörer
- Du Zheheng (杜者蘅): augusti 1954 – oktober 1958
- Huang Oudong (黄欧东): oktober 1958 – januari 1967
- Chen Xilian (陈锡联): maj 1968 – december 1973
- Zeng Shaoshan (曾绍山): september 1975 – september 1978
- Ren Zhongyi (任仲夷): september 1978 – januari 1978
- Chen Puru (陈璞如): januari 1980 – april 1982
- Quan Shuren (全树仁): april 1983 – juli 1986
- Li Changchun (李长春): juli 1986 – juli 1990
- Yue Qifeng (岳歧峰): juli 1990 – maj 1994
- Wen Shizhen (闻世震): maj 1994 – januari 1998
- Zhang Guoguang (张国光): januari 1998 – januari 2001
- Bo Xilai (薄熙来): januari 2001 – februari 2004
- Zhang Wenyue (张文岳): februari 2004 – december 2007
- Chen Zhenggao (陈政高): december 2007 – maj 2014
- Li Xi: maj 2014 – maj 2015
- Chen Qiufa: maj 2015 –

## Lista över Liaonings partisekreterare
- Huang Oudong (黄欧东): augusti 1954 – juni 1958
- Huang Huoqing (黄火青): juni 1958 – januari 1971
- Chen Xilian (陈锡联): januari 1971 – december 1973
- Zeng Shaoshan (曾绍山): september 1975 – september 1978
- Ren Zhongyi (任仲夷): september 1978 – november 1980
- Guo Feng (郭峰): november 1980 – juni 1985
- Li Guixian (李贵鲜): juni 1985 – april 1986
- Quan Shuren (全树仁): april 1986 – september 1993
- Gu Jinchi (顧金池): september 1993 – augusti 1997
- Wen Shizhen (闻世震): augusti 1997 – december 2004
- Li Keqiang (李克强): december 2004 – oktober 2007
- Zhang Wenyue (张文岳): oktober 2007 – november 2009
- Wang Min: november 2009 – maj 2015
- Li Xi: maj 2015 –